# Palestinas nationalmuseum
Palestinas nationalmuseum (arabiska: المتحف الفلسطيني) är ett historiskt museum i Bir Zait norr om Ramallah på Västbanken. Det har ritats av 
Heneghan Peng, som också har ritat Grand Egyptian Museum i Giza i Egypten. 
Museét ligger på en kulle intill Bir Zaits universitet och har inspirerats av det omgivande landskapet. Museibyggnaden är klädd med lokal sandsten. Museet har delvis finansierats av en idell förening i Genève. Byggnationen började i april 2013 och den 18 maj 2016 invigdes, det då fortfarande tomma, museet av president Mahmud Abbas. 
Museet skall visa Palestinas historia och kultur under de senaste 200 åren med utgångspunkt från muslimska, kristna och judiska perspektiv. Det skall vara en kulturell knutpunkt för det palestinska folket och generera nya idéer med utgångspunkt från historien.
Eftersom det är svårt för personer som bor utanför Jerusalem och västbanken att besöka platsen kommer museet att anordna digitala utställningar och samarbeta med museer och instutioner i områden med stor palestinsk befolkning.
År 2019 tilldelades museet Aga Khans arkitekturpris.